# Grand Slam Championship
Het Grand Slam Championship is een prestatie in het professioneel worstelen. Het is een onderscheiding dat gemaakt is voor een professioneel worstelaar die vier specifieke kampioenschappen won in WWE of Total Nonstop Action Wrestling. De vier titels zijn gekenmerkt door drie niveaus van "singles" kampioenschappen en een "tag team" kampioenschap. Deze "singles" kampioenschappen omvat een primaire, secundaire en tertiaire kampioenschap. Als resultaat, een Grand Slam Champion is ook zodanig een Triple Crown Champion, die alleen gekenmerkt wordt van twee niveaus van "singles" titels (primair en secundair) en een "tag team" titel.

## WWE

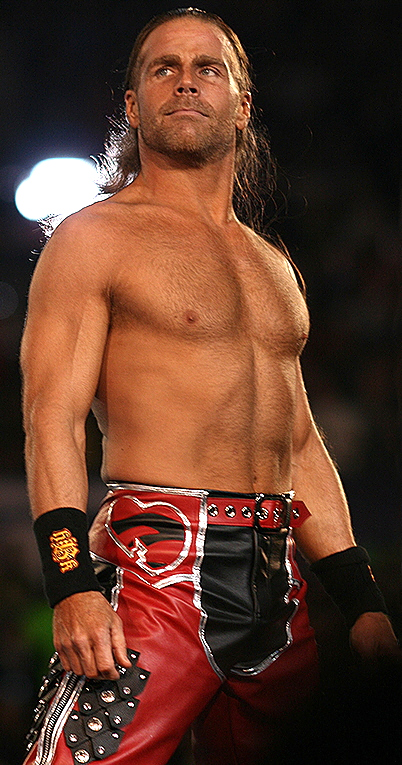
Shawn Michaels, de eerste WWF Grand Slam Champion.

In WWE (vroeger World Wrestling Federation/Entertainment), de term "Grand Slam Champion" was origineel gebruikt door Shawn Michaels, die zichzelf beschreef door het European Championship te winnen op 20 september 1997. Michaels hield vroeger het WWF Championship, het Intercontinental Championship en het Tag Team Championship met Diesel.
In mei 2001 wees dan WWF.com aan dat het Hardcore Championship een acceptabel vervanger was voor het European Championship in de Grand Slam. Kane, die Triple H versloeg voor het Intercontinental Championship op Judgment Day van 20 mei 2001, was erkend als een Grand Slam Champion. Hij bekwam, tot nu toe, de enige superster in de WWF-geschiedenis dat het WWF-, Tag Team-, Intercontinental- en Hardcore-titel hield.
In april 2006 was Kurt Angle genoteerd als een voormalig Grand Slam Champion op WWE.com, die het WWE-, WWE Tag Team-, Intercontinental- en European-titel had gewonnen. De WWE beschouwde het WWE Tag Team Championship als een acceptabel vervanger voor het World Tag Team Championship. In augustus 2007 publiceerde de WWE via hun website dat Shawn Michaels als eerste superster die bijna alle titels had in de lijst van de Grand Slam Championship. Het omvatte het WWE-, World Heavyweight-, World Tag Team-, Intercontinental- en European-titel. Het insluiting van het World Heavyweight Championship duidde aan dat de WWE de titel beschouwde als een acceptabel vervanger voor het WWE Championship.
Op ECW One Night Stand in 2006, Rob Van Dam bekwam de eerste aangeworven superster, na inkoop van World Championship Wrestling en Extreme Championship Wrestling door de WWE in 2001, een Grand Slam Champion. Booker T was de tweede aangeworven superster die een Grand Slam Champion bekwam, nadat hij Rey Mysterio versloeg voor het World Heavyweight Championship op The Great American Bash 2006. Booker hield het World Tag Team-, Intercontinental- en Hardcore-titel.
Chris Jericho is de enige Grand Slam Champion die alle verkiesbare kampioenschappen won.

### Lijst van WWE Grand Slam Champions
| Tekst                           | Tekst |
| ------------------------------- | --- |
| Kampioenschappen in het cursief | Geeft de titel is een alternatieve titel van de oorspronkelijke definitie van een Grand Slam Championship.                                                                                      |
| Data in het cursief             | De worstelaar heeft die titel gewonnen, maar de titel bijdraagt niet aan hun Grand Slam, omdat ze had al gewonnen van de Grand Slam of ze hadden al gewonnen een titel op dat hetzelfde niveau. |
| Data in het vet                 | De datum waarop de worstelaar een Grand Slam Champion werd. |
| /                               | Toekomstige regeerperiode is niet meer mogelijk |
| Kleuren                         | |
|                                 | Won alle verkiesbare kampioenschaptitels |
|                                 | Won de titel als lid van de Raw-merk. |
|                                 | Won de titel als lid van de ECW-merk. |
|                                 | Won de titel als lid van de SmackDown-merk. |
|                                 | Won de titel voor de WWE Brand Extension of na het oprichten van het Supershow-format. |

#### Origineel formaat (gevestigd sinds 1997)
| Kampioen                 | Primaire kampioenschappen | Primaire kampioenschappen | Tag Team kampioenschappen             | Tag Team kampioenschappen             | Secundaire kampioenschap | Tertiaire kampioenschappen | Tertiaire kampioenschappen |
| Kampioen                 | WWE                       | World Heavyweight         | World Tag Team                        | WWE Tag Team                          | Intercontinental         | European                   | Hardcore                   |
| ------------------------ | ------------------------- | ------------------------- | ------------------------------------- | ------------------------------------- | ------------------------ | -------------------------- | -------------------------- |
| Shawn Michaels           | 31 maart 1996             | 17 november 2002          | 28 augustus 1994 (met Diesel)         | 13 december 2009 (met Triple H)       | 27 oktober 1992          | 20 september 1997          | -                          |
| Triple H                 | 23 august 1999            | 2 september 2002          | 29 april 2001 (met Steve Austin)      | 13 december 2009 (met Shawn Michaels) | 21 oktober 1996          | 11 december 1997           | -                          |
| Kane                     | 28 juni 1998              | 18 juli 2010              | 13 juli 1998 (met Mankind)            | 19 april 2011 (met Big Show)          | 20 mei 2001              | -                          | 1 april 2001               |
| Chris Jericho            | 9 december 2001           | 7 september 2008          | 21 mei 2001 (met Chris Benoit)        | 28 juni 2009 (met Edge)               | 12 december 1999         | 2 april 2000               | 28 mei 2001                |
| Kurt Angle               | 22 oktober 2000           | 10 januari 2006           | -                                     | 20 oktober 2002 (met Chris Benoit)    | 27 februari 2000         | 8 februari 2000            | 10 september 2001          |
| Eddie Guerrero           | 15 februari 2004          | -                         | -                                     | 17 november 2002 (met Chavo Guerrero) | 5 september 2000         | 3 april 2000               | -                          |
| Rob Van Dam              | 11 juni 2006              | -                         | 31 maart 2003 (met Kane)              | 7 december 2004 (met Rey Mysterio)    | 17 maart 2002            | 22 juli 2002               | 22 juli 2001               |
| Booker T                 |                           | 23 juli 2006              | 30 oktober 2001 (met Test)            |                                       | 7 juli 2003              | -                          | 4 mei 2002                 |
| Jeff Hardy               | 14 december 2008          | 7 juni 2009               | 29 juni 1999 (met Matt Hardy)         | 2 april 2017 (met Matt Hardy)         | 10 april 2001            | 8 juli 2002                | 10 juli 2001               |
| John "Bradshaw" Layfield | 27 juni 2004              | -                         | 25 mei 1999 (met Faarooq)             | -                                     | 9 maart 2009             | 22 oktober 2001            | 3 juni 2002                |
| Christian                | -                         | 1 mei 2011                | 2 april 2000 (met Edge)               |                                       | 23 september 2001        | 30 oktober 2001            | 17 maart 2002              |
| Big Show                 | 14 november 1999          | 18 december 2011          | 22 augustus 1999 (met The Undertaker) | 26 juli 2009 (met Chris Jericho)      | 1 april 2012             | -                          | 25 februari 2001           |

#### Algemeen

##### Mannelijke worstelaars
| Nr. | Kampioen       | Laatste win origineel formaat      | Datum              | Laatste win                       | Datum             |
| --- | -------------- | ---------------------------------- | ------------------ | --------------------------------- | ----------------- |
| 1   | Shawn Michaels | WWE European Championship          | September 20, 1997 |                                   |                   |
| 2   | Triple H       | WWE World Tag Team Championship    | April 29, 2001     |                                   |                   |
| 3   | Kane           | WWE Intercontinental Championship  | May 20, 2001       |                                   |                   |
| 4   | Chris Jericho  | WWE Championship                   | December 9, 2001   | WWE United States Championship    | January 9, 2017   |
| 5   | Kurt Angle     | WWE Raw Tag Team Championship      | October 20, 2002   | WWE Raw Tag Team Championship     | October 20, 2002  |
| 6   | Eddie Guerrero | WWE Championship                   | February 15, 2004  | WWE Championship                  | February 15, 2004 |
| 7   | Rob Van Dam    | WWE Championship                   | June 11, 2006      |                                   |                   |
| 8   | Booker T       | WWE World Heavyweight Championship | July 23, 2006      |                                   |                   |
| 9   | Jeff Hardy     | WWE Championship                   | December 14, 2008  | WWE United States Championship    | April 16, 2018    |
| 10  | John Layfield  | WWE Intercontinental Championship  | March 9, 2009      |                                   |                   |
| 11  | Christian Cage | WWE World Heavyweight Championship | May 1, 2011        |                                   |                   |
| 12  | Big Show       | WWE Intercontinental Championship  | April 1, 2012      | WWE Intercontinental Championship | April 1, 2012     |
| 13  | Edge           |                                    |                    | WWE Championship                  | January 8, 2006   |
| 14  | The Miz        |                                    |                    | WWE Intercontinental Championship | July 23, 2012     |
| 15  | Daniel Bryan   |                                    |                    | WWE Intercontinental Championship | March 29, 2015    |
| 16  | Dean Ambrose   |                                    |                    | WWE Raw Tag Team Championship     | August 20, 2017   |
| 17  | Roman Reigns   |                                    |                    | WWE Intercontinental Championship | November 20, 2017 |
| 18  | Randy Orton    |                                    |                    | WWE United States Championship    | March 11, 2018    |
| 19  | Seth Rollins   |                                    |                    | WWE Intercontinental Championship | April 8, 2018     |
| 20  | Kofi Kingston  |                                    |                    | WWE Championship                  | April 7, 2019     |
| 21  | Rey Mysterio   |                                    |                    | WWE United States Championship    | May 19, 2019      |

## Total Nonstop Action Wrestling

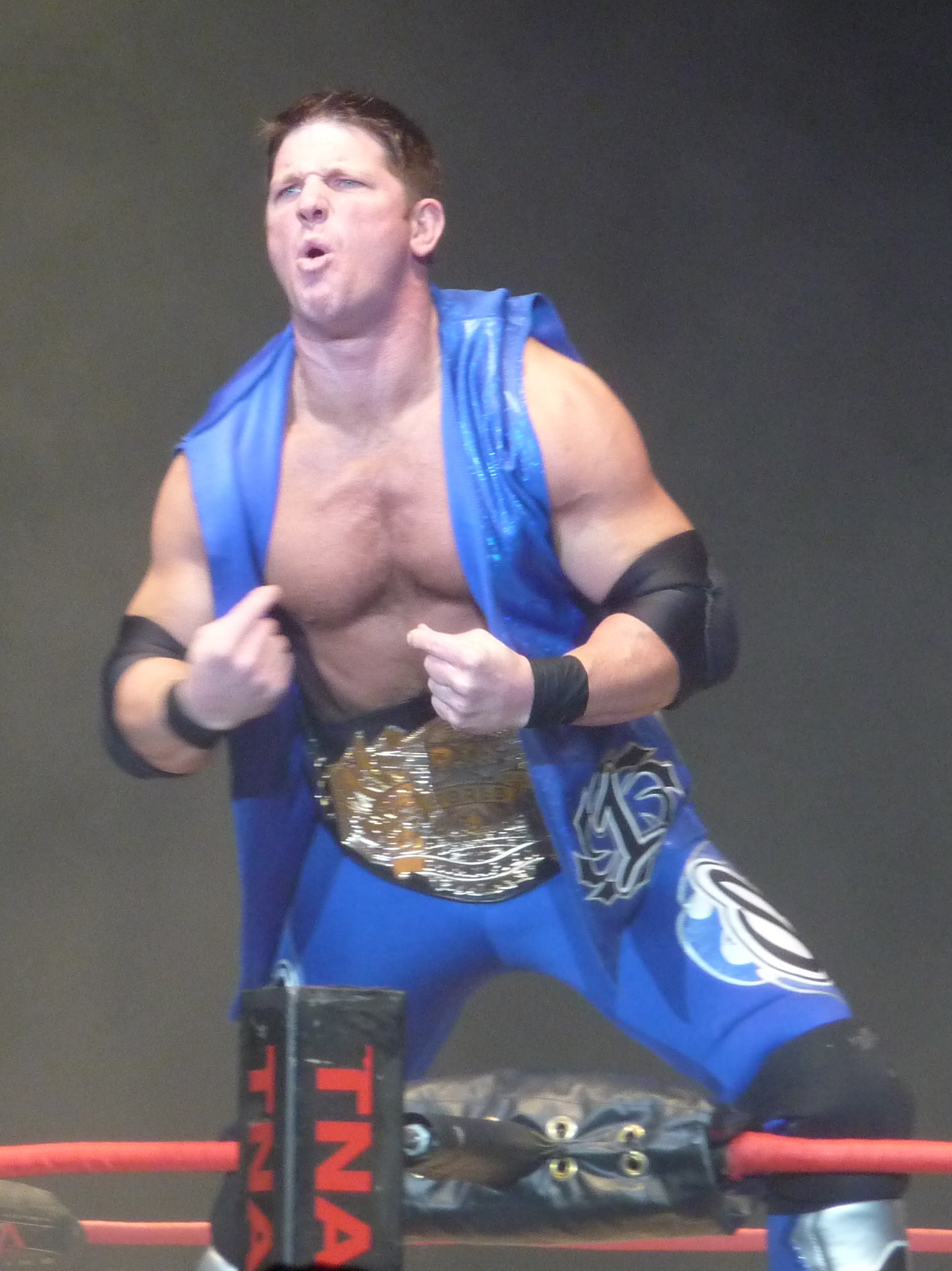
A.J. Styles als eerste TNA Grand Slam Champion

De eerste Total Nonstop Action Wrestling (TNA) Grand Slam-kampioen was op TNA's Destination X pay-per-viewevenement van 15 maart 2009 gekroond. De drievoudig TNA Triple Crown Champion A.J. Styles versloeg Booker T voor het TNA Legends Championship. In de TNA Impact!-aflevering van 19 maart 2009, televisiepresentator Mike Tenaystelde vast dat Styles de eerste TNA Grand Slam Champion bekwam het veroveren van het World Heavyweight- (NWA of TNA), World Tag Team- (NWA of TNA), TNA X Division- en TNA Legends/Global/Television-titels.

### Lijst van TNA Grand Slam Champions
| Kampioen    | Primaire kampioenschappen | Primaire kampioenschappen | Tag Team kampioenschappen         | Tag Team kampioenschappen   | Secundaire kampioenschappen | Tertiaire kampioenschap       | Tertiaire kampioenschap |
| Kampioen    | NWA World Heavyweight     | TNA World Heavyweight     | NWA World Tag Team                | TNA World Tag Team          | TNA X Division              | TNA Legends/Global/Television |                         |
| ----------- | ------------------------- | ------------------------- | --------------------------------- | --------------------------- | --------------------------- | ----------------------------- | ----------------------- |
| A.J. Styles | 11 juni 2003              | 20 september 2009         | 3 juli 2002 (met Jerry Lynn)      | 14 oktober 2007 (met Tomko) | 19 juni 2002                | 15 maart 2009                 |                         |
| Abyss       | 19 november 2006          |                           | 4 februari 2004 (met A.J. Styles) |                             | 16 mei 2011                 | 9 januari 2011                |                         |
| Samoa Joe   |                           | 13 april 2008             |                                   | 15 juli 2007 (geen partner) | 11 december 2005            | 27 september 2012             |                         |

| Tekst                           | Tekst |
| ------------------------------- | --- |
| Kampioenschappen in het cursief | Geeft de titel is een alternatieve titel van de oorspronkelijke definitie van een Grand Slam Championship. |
| Data in het vet                 | De datum waarop de worstelaar een Grand Slam Champion werd.                                                |